# Mircea Sandu
Mircea Sandu (Bucarest, 22 ottobre 1952) è un ex calciatore rumeno, di ruolo attaccante. È un ex presidente della federazione calcistica della Romania (1990-2014).

## Palmarès
- Coppa dei Balcani per club: 1

Sportul Studențesc: 1978-79